# Trifurcula bleonella
Trifurcula bleonella là một loài bướm đêm thuộc họ Nepticulidae. Nó được miêu tả bởi Chrétien năm 1904. Nó được tìm thấy ở bán đảo Iberia, Pháp, Áo, Croatia, Hungary, phần phía nam của bán đảo Balkan, Ukraina, miền nam Nga và Gruzia.
Ấu trùng ăn các loài Linum, bao gồm Linum narbonense. Chúng ăn cuốn lá nơi chúng làm tổ.